# Platycnemis pennipes
Platycnemis pennipes là loài chuồn chuồn trong họ Platycnemididae. Loài này được Pallas mô tả khoa học đầu tiên năm 1771.

## Hình ảnh

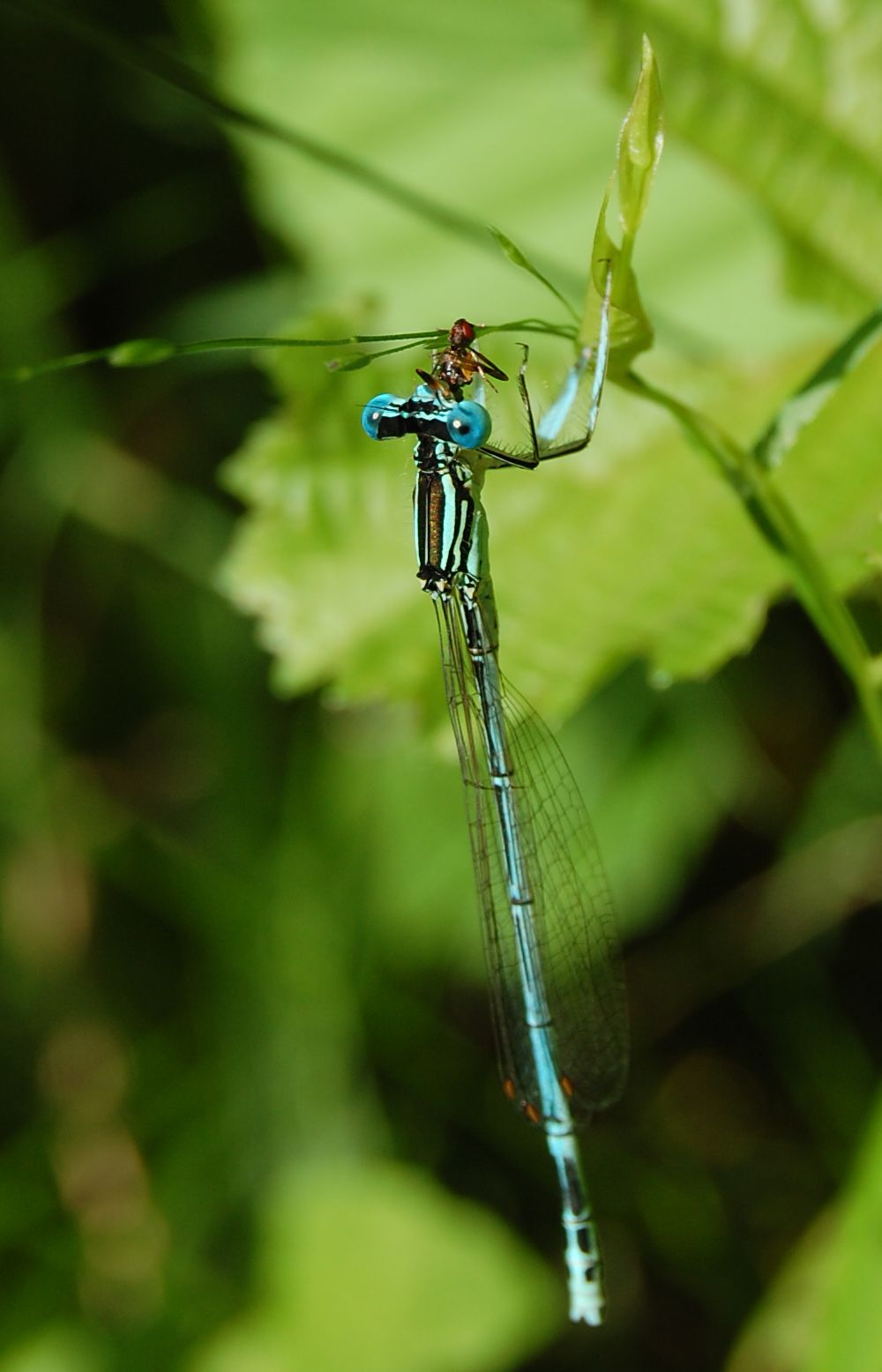
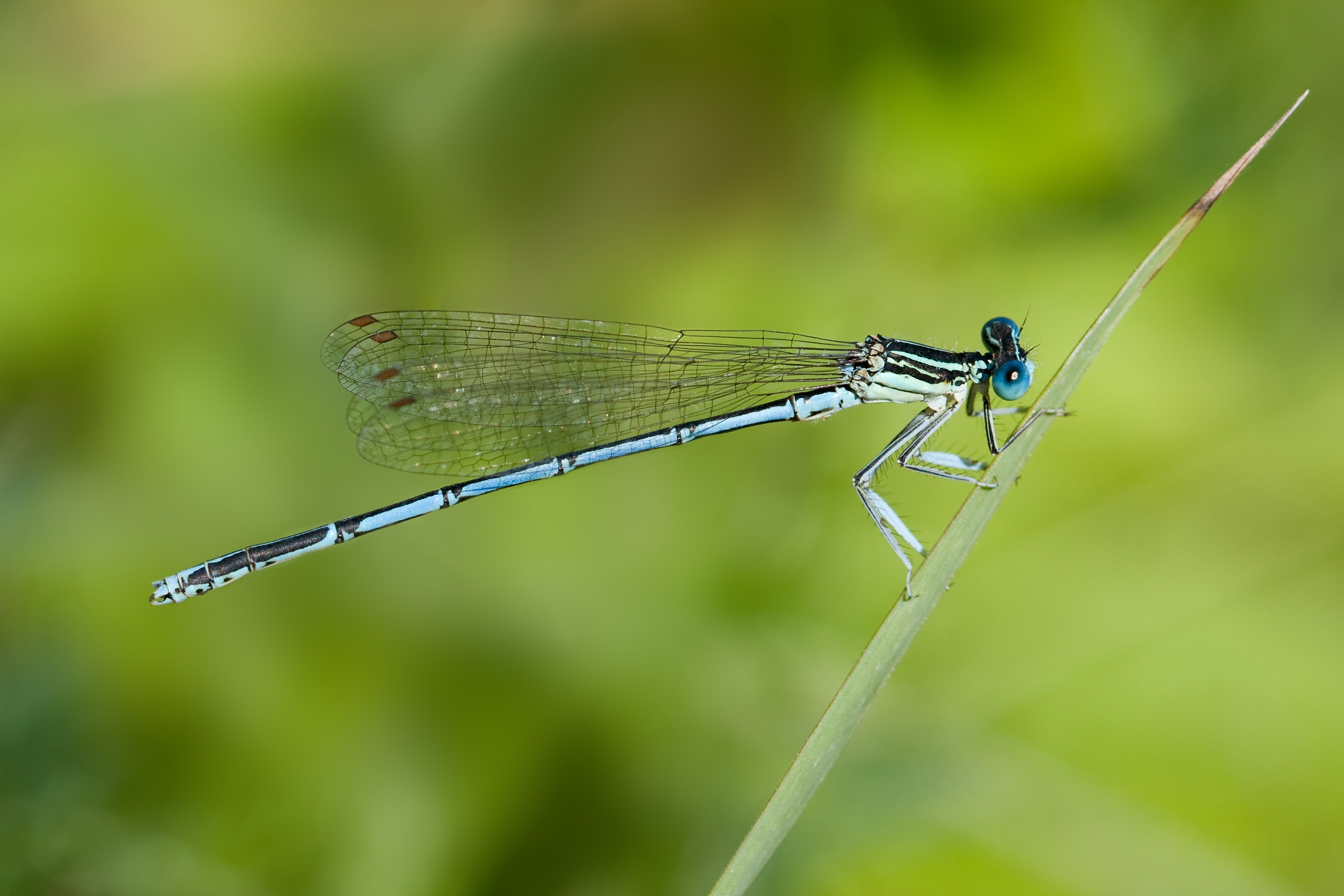
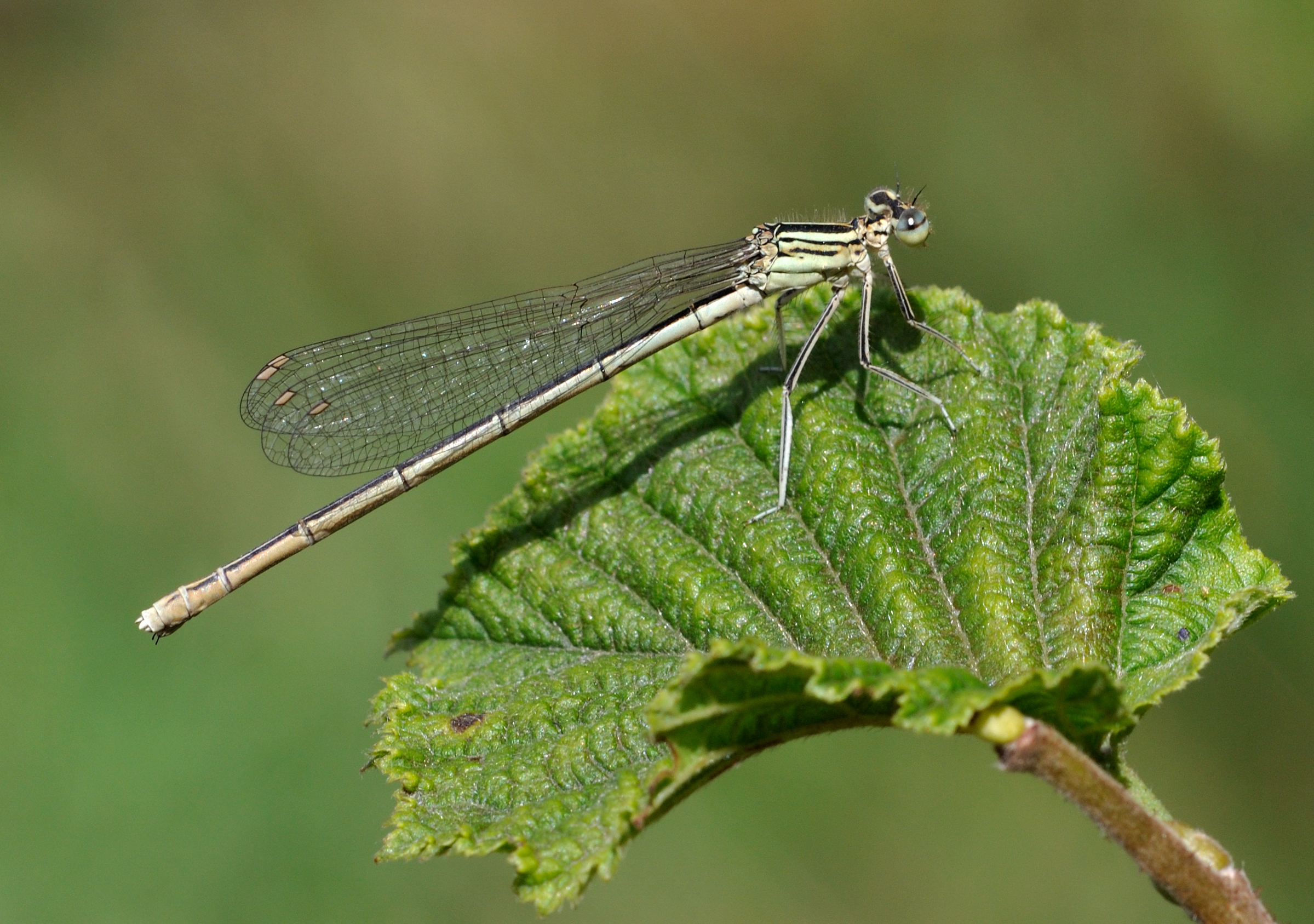
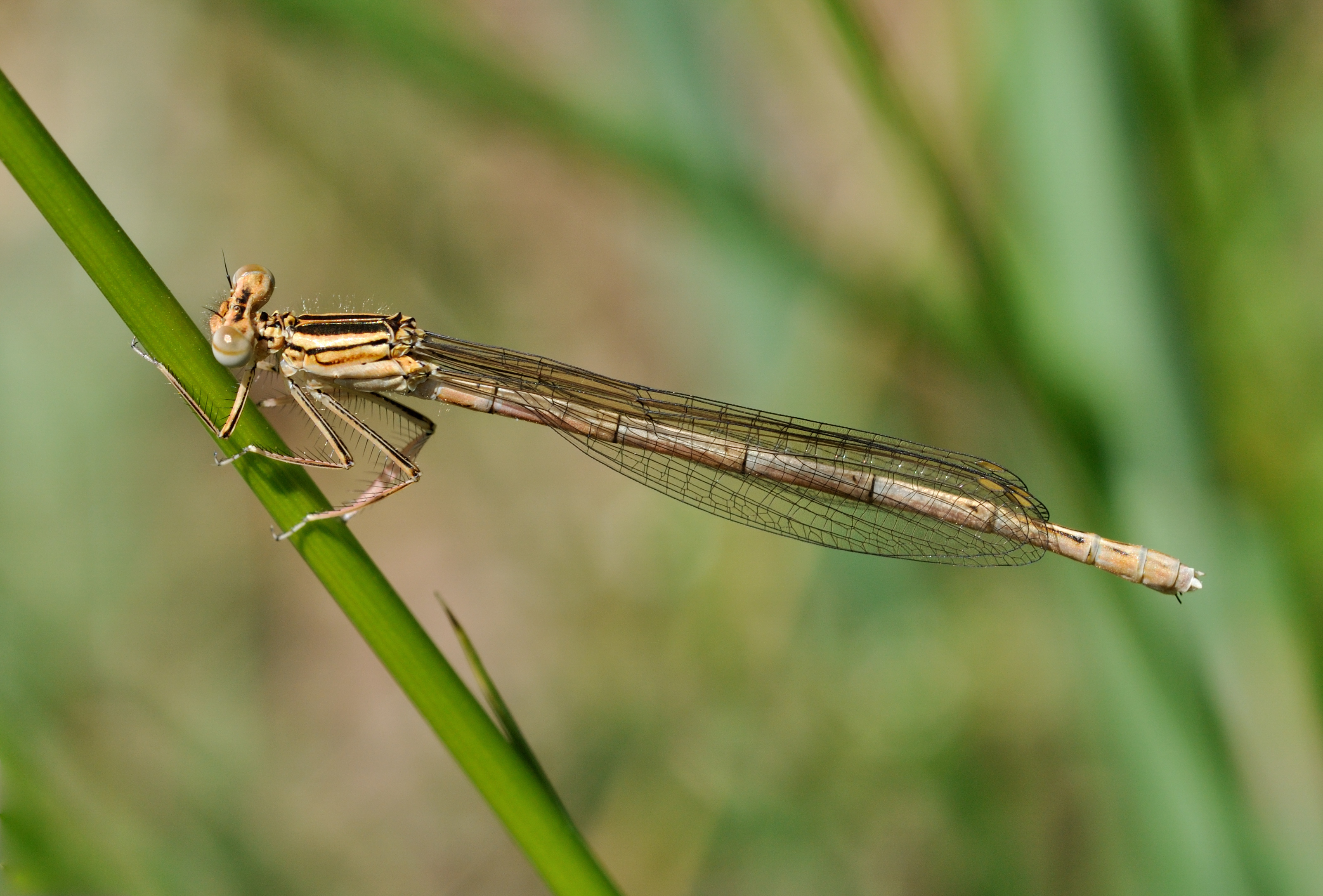